# Daïra d'Oum El Bouaghi
La daïra d'Oum El Bouaghi est une daïra d'Algérie située dans la wilaya d'Oum El Bouaghi et dont le chef-lieu est la ville éponyme de Oum El Bouaghi.

## Localisation
La daïra est située au centre de la wilaya d'Oum El Bouaghi.
|             | Aïn Babouche           | Aïn Béïda          |
| Aïn Fakroun | daïra d'Oum El Bouaghi | Aïn Béïda, Fkirina |
|             |                        | Fkirina            |

## Communes
La daïra est composéé de deux communes : Oum El Bouaghi et Aïn Zitoun.